# Улін'юань
Ландшафтна та історична територія Улін'юань (кит.: 武陵源, піньінь: Wǔlíng Yuán) — природоохоронна територія в китайській провінції Хунань, відома за близько 3100 своїх карстових колон, складених з кварцитного пісковику, деяких до 200 м заввишки. Адміністративно територія входить до складу міста Чжанцзяцзе, за 270 км від столиці провінції міста Чанша. Координати парку 29°16′0″ пн. ш. 110°22′0″ сх. д. / 29.26667° пн. ш. 110.36667° сх. д.. Парк був включений до списку Світової спадщини ЮНЕСКО в 1992 році.